# Чарли Бабблз
«Чарли Бабблз» (англ. Charlie Bubbles) — кинофильм.

## Сюжет
Успешный и богатый писатель Чарли Бабблз, живущий в Лондоне, благодаря своим деньгам и славе может получить всё, что захочет, исполнить любые свои желания. Но эта привилегированная жизнь со временем наскучивает Чарли, и он, пытаясь уйти от тоски, проводит своё время в кутежах с лучшим другом Смоки Пиклзом. Однако вскоре он уезжает в родной Манчестер, где пытается прийти в себя, навещая свою бывшую жену Лотти и своего отстранённого сына Джека и одновременно заводя отношения со своей молоденькой секретаршей Элизой.

## В ролях
- Альберт Финни — Чарли Бабблз
- Колин Блейкли — Смоки Пиклз
- Билли Уайтлоу — Лотти Бабблз
- Лайза Миннелли — Элиза
- Тимоти Гарлэнд — Джек Бабблз

## Награды
| Год  | Премия                                  | Категория                    | Имя           | Результат |
| ---- | --------------------------------------- | ---------------------------- | ------------- | --------- |
| 1968 | BAFTA                                   | Лучшая актриса второго плана | Билли Уайтлоу | Победа    |
| 1968 | National Society of Film Critics Awards | Лучшая актриса второго плана | Билли Уайтлоу | Победа    |